# Liste der korporierten Reichstagsabgeordneten (1933–1945)
Die Liste der korporierten Reichstagsabgeordneten (1933–1945) verzeichnet 90 Korporierten unter den 1.207 Abgeordneten im Reichstag zur Zeit des Nationalsozialismus. 85 von ihnen waren Vertreter der NSDAP. Zur Zeit der Weimarer Republik siehe: Liste der korporierten Reichstagsabgeordneten (Weimarer Republik)

## Liste
Korporationsverbände ohne Abgeordnete sind nicht aufgeführt.

### Burschenschafter
Kurt Blome • Ernst Wilhelm Bohle • Karl Bubenzer • Kurt Daluege • Wilhelm Dreßler • Hermann Esser • Karl Feitenhansl • Heinrich Himmler • Hans Hinkel • Rudolf Jung • Hugo Jury • Ernst Kaltenbrunner • Gottfried Krczal • Alfred Kottek • Anton Kreißl • Karl Lapper • Hans Lukesch • Walter Nagel • Ernst Neumann • Otto Nippold • Walter Pfrimer • Alfred Proksch • Walter Raeke • Friedrich Rainer • Gerhard Rühle • Rudolf Schicketanz • Ludwig Schneider • Karl Schilling • Otto Schwebel • Ludwig Siebert • Heinrich von Srbik • Helmut Stellrecht • Heinrich Teipel • Sigfried Uiberreither • Georg Usadel • Georg Währer • Adolf Wagner • Karl Walter • Rudolf Ernst Wiesner.

### Corpsstudenten

#### Kösener
Werner Ballauff • Gottfried von Bismarck-Schönhausen • Otto Braß • Helmuth Brückner • Wilhelm Brückner • Otto von Kursell • Carl Eduard (Sachsen-Coburg und Gotha) • Gottfried Feder • Hermann Foppa • Karl Fritsch • Franz Hayler • Paul Hocheisen • Károly Kampmann • Walter Knop • Artur Kolb • Hans von Loewenstein zu Loewenstein • Franz Pfeffer von Salomon • August Wilhelm von Preußen • Hanns Albin Rauter • Alfred Rosenberg • Karl Georg Schmidt • Heinrich Schnee • Walter Schultze • Karl Schlumprecht.

#### Weinheimer
Wilhelm Keppler • Franz Seldte • Fritz Springorum.

### Christliche Verbindungen

#### Unitas
Joseph Goebbels (war bereits nach dem Ersten Weltkrieg ausgetreten)

#### CV
Albert Derichsweiler • Oskar Farny • Edmund Forschbach.

#### KV
Franz von Papen • Martin Spahn

#### Schwarzburgbund
Roland Freisler

### Landsmannschafter und Turnerschafter
Adolf Beckerle • Fritz Kleiner • Erhard Kroeger • Johannes Rupp • Willy Schmelcher • Oskar Stäbel • Lothar Steuer.

### Sängerschafter
Paul Bang • Robert Ley • Ferdinand von Sammern-Frankenegg.

### Sondershäuser
Wilhelm Frick • Rudolf Buttmann.

### VDSter
Hermann Bethke • Sepp Helfrich • Hans von Helms • Erich Koch • Wilhelm Kube •
Gustav Adolf Scheel.

### Wehrschaften
Karl Fiehler • Friedrich Karl Florian • Josias zu Waldeck und Pyrmont • Christian Weber.